# Soluna Samay
Soluna Samay, pseudonimo di Soluna Samay Kettel (Città del Guatemala, 27 agosto 1990), è una cantante danese con cittadinanza svizzera.
Ha rappresentato la Danimarca all'Eurovision Song Contest 2012 con il brano Should've Known Better, classificandosi 23ª su 26 partecipanti nella finale.

## Biografia
Suo padre, Gerd G. Kettel, è un cantante di origini tedesche, sua madre, Annelis Ziegler è di origini svizzere; è cresciuta sulle rive del Lago de Atitlán. Si è diplomata presso la Robert Muller LIFE school; nel 2000, va a vivere in Danimarca, dove i suoi genitori hanno comprato una piccola fattoria nell'isola di Bornholm. Parla correttamente il  danese, l'inglese, lo spagnolo e il tedesco.

## Carriera musicale
La sua carriera inizia all'età di 5 anni, quando ha seguito le orme di suo padre suonando la batteria, iniziando a cantare da sola subito dopo. All'età di 10 anni passa al basso elettrico, mentre a 16 anni passa al contrabbasso. Con i suoi genitori, ha passato le estati suonando nelle strade europee e gli inverni vivendo in Guatemala. All'età di 12 anni inizia ad imparare a suonare la chitarra; è in quel periodo che scrive le sue prime canzoni.

## Finale nazionale ed Eurovision Song Contest 2012
Samay è stata scelta direttamente da DR1 per il Dansk Melodi Grand Prix, portando il brano "Should've Known Better", scritta da Remee, Isam B (Outlandish) ed A Sulaiman e prodotta da Chief1. Ha vinto la gara il 21 gennaio 2012, battendo Jesper Nohrstedt ed il duo Christian Brøns & Patrik Isaksson, guadagnandosi il diritto a rappresentare il proprio Paese all'Eurovision Song Contest 2012.
Risultati della votazione: Il punteggio è stato determinato da una giuria internazionale e dal televoto, in egual misura
| #  | Artista                           | Brano                    | Norvegia | Russia | Germania | Azerbaigian | Danimarca | Televoto | Totale |
| -- | --------------------------------- | ------------------------ | -------- | ------ | -------- | ----------- | --------- | -------- | ------ |
| 01 | Soluna Samay                      | "Should've Known Better" | 10       | 10     | 10       | 12          | 12        | 56       | 110    |
| 02 | Jesper Nohrstedt                  | "Take Our Hearts"        | 12       | 12     | 12       | 10          | 10        | 46       | 102    |
| 03 | Christian Brøns & Patrik Isaksson | "Venter"                 | 8        | 8      | 8        | 8           | 8         | 48       | 88     |

## Album del debutto
Soluna ha registrato il suo primo album, "Sing Out Loud", prodotto da Jesper Mejlvang e Michael Friis. È stato pubblicato dalla Baltic Records il 23 settembre 2011.

## Discografia

### Gee Gee & Soluna
- The Beat Goes On (Ozella Music; 2001)
- Thinking Of You (Ozella Music; 2004)
- Movin' On (Chocolate Factory; 2006)
- Lucky Seven (Funky Farm Records; 2007)
- Just Passing Through (Chocolate Factory; 2008)
- Streetwise (Funky Farm; 2009)
- The Best & the Rest (Chocolate Factory; 2011)

### Soluna Samay
Album
- Sing Out Loud (Album; Baltic Records; 2011)

Singoli
- I Wish I Was a Seagull (Single; Ozella Music; 2003)
- "Two Seconds Ago" (Single; Baltic Records; 2011)
- "Should've Known Better" (Single; EMI Denmark; 2011)